# Pierre-André Bovey

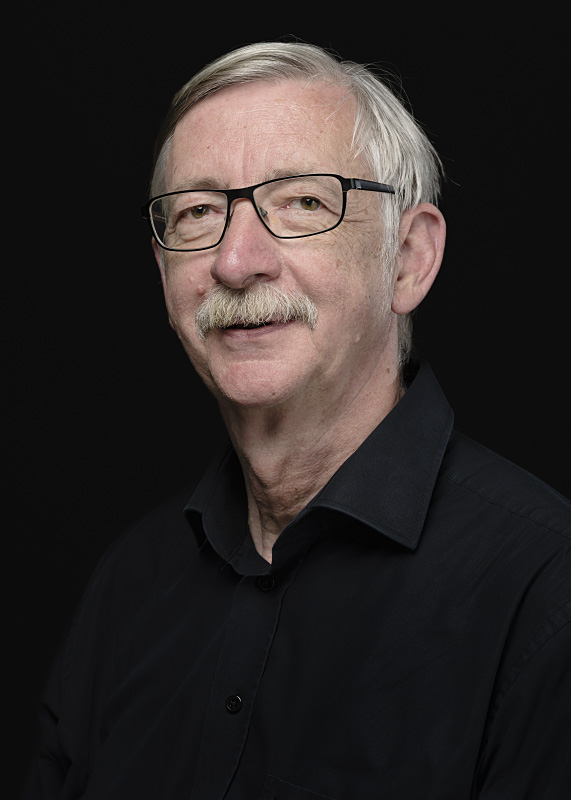
Pierre-André Bovey (2015)

Pierre-André Bovey (* 17. Oktober 1942 in Lausanne) ist ein Schweizer Komponist und Flötist.

## Leben
Bovey besuchte das Kollegium St. Michael in Freiburg. Nach der Matura studierte er von 1958 bis 1963 Flöte bei André Bosshard, dem Solo-Flötisten des Berner Symphonieorchesters. Ausserdem studierte er von 1959 bis 1963 Musiktheorie bei Lucie Dikenmann am Institut für Musikwissenschaft der Universität Bern. Im Jahr 1963 erlangte er ein Diplom des Schweizerischen Musikpädagogischen Verbandes (SSPM). Bei André Jaunet erlangte er 1969 ein Konzertdiplom am Zürcher Konservatorium. Von 1969 bis 1972 folgte ein Kontrapunkt- und Kompositionsstudium bei Rolf Looser am Konservatorium Biel.
Mehrere Konzerte gab er in der Schweiz und Frankreich. Darüber hinaus leitet er seit 1990 das Flötenensemble Intercity Flute Players und ist Mitglied im Trio Coriolan. Er ist Mitglied im Schweizer Tonkünstlerverein und im Schweizerischen Musikpädagogischen Verband. Bovey komponierte mehr als 100 Werke, vor allem  Kammermusik. Sein Kompositionsstil ist mit dem von Albert Roussel, Charles Koechlin und Willy Burkhard zu vergleichen. Von 1963 bis 2007 unterrichtete er am Konservatorium Biel. Zu seinen Schülern gehört Markus Hofer. Er gehört zum Team des Festivals L’art pour l’Aar in Bern.
Seine Werke wurden u. a. vom Huttwiler Kammerorchester, dem ensemble bern modern und dem Ensemble Sortisatio uraufgeführt.

## Werke

### Orchestermusik
- Xiphos (1982) für Bassklarinette und Streichorchester
- Periple (1990) für Violine und Streichorchester

### Kammermusik
- Arioso (1967) für Klavier
- 3 pièces faciles (1967) für 2 Flöten
- Rondeau (1970) für Klarinette
- Variations sur un thème de Colin Muset (1971) für Orgel
- Antiope (1972) für 2 Flöten
- Duo (1972) für 2 Flöten
- Prélude et Pastorale (1973) für 3 Flöten
- Suite de chansons populaires (1973) für Cembalo
- 3 Chorals (1974) für Flöte und Orgel
- Pavane (1974) für 4 Flöten
- Méditation sur le nom de BACH (1975) für Orgel
- Tombeau d’Anténor (1975) für 4 Timbales und Klavier
- Complainte (1976) für Flöte und Gitarre
- Petite Suite (1976) für Flöte und Cembalo
- ... De Terra lonhdana (1977) für Flöte und Violoncello
- Noël (1977) für 2 Flöten
- Petit Concert en hommage à Louis Couperin (1977) für Flöte, Violoncello und Klavier
- Sarabande (1977) für Flöte und Klavier
- Suite médiévale (1977) für Orgel
- Prélude (1978) für Violoncello
- Dialogue sur le nom de BACH (1978) für Flöte und Orgel
- Méandres (1979) für 2 Flöten
- Canzone (1979) für Flöte, Violine, Violoncello und Klavier
- Partita breve (1980) für Streichquartett
- Tiento sur le nom de BACH (1980) für Cembalo
- Bicinium (1981) für Flöte
- Antiphonie (1983) für 12 Flöten

- 5 Echappées (1985) für Flöte, Violoncello und Klavier
- Cariglione per la Madonna del Sasso (1985) für Klavier
- Aube (1986) für Flöte
- 3 Studien nach Gedichten von Hans Arp (1986) für Klavier
- Ephémérides (1987). 5 Stücke für Klavier
- Réparties (1987) für Flöte und Violoncello
- 3 Volksweisen (1987) für 3 Flöten
- Vigiles (1982–1988) für Flöte
- Les 4 points cardinaux (1988) für Klavier
- Prélude et Arabesque (1988) für Flöte
- Passage du témoin (1989) für 4 Flöten
- Naissance de l’arbre (1990). Gedicht für Flöte
- Ziggourat (1990) für 6 Flöten
- 7 Inscriptions (1991) für Klarinette
- 3 Psaumes (1991) für Flöte und Orgel
- Six Quatrains (1992) für Oboe d’amore und Streichquartett
- 3 Esquisses (1993) für Flöte
- 3 Psalmen (1991–1994) für Orgel
- Ricercare sur le nom de BACH (1994) für Flöte und Orgel
- Et incarnatus est (1994) für Posaune
- Stèle à la mémoire de Charles Koechlin (1995) für Flöte
- Figures d’hiver (1995) für Flötenensemble
- 2 Episodes (1996) für Flöte und Orgel
- Rivages (1996) für Streichquartett
- 4 Préludes (1992–1997) für Klavier
- 7 Interstices (1996–1997) für Cembalo
- Approche de l’horizon (1997) für Flöte
- Arcturus (1997) für Orgel und Schlaginstrumente
- Une lueur dans l’infini (1997) für Flöte
- Strophe – Antistrophe (1995–1998) für Bassflöte
- Ottave di primavera (1998) für Sprecher und Flötenensemble. Text: Alberto Nessi
- Ad Parnassum (1998–1999) für Flöte, Streichquartett, Klavier und Glockenspiel
- Novelette (2000) für Cembalo
- Gen Himmel aufgefahren ist (2000). Choral für Orgel
- Suite liturgique (2000) für Flöte und Positiv
- 3 Refrains de l’été (2000) für Flötenensemble (12)
- Lors, surgi de la nuit grise (2001) für Flöte
- 4 Miniatures (2001) für Klavier
- 2 Schizzi (2001) für Cembalo
- Sur les traces de l’aube (2001) für Flöte
- Parcours (2002) für Bassflöte und Orgel
- Acrostiche (2002) für 7 Flöten
- 4 inventions sur le psaume 12 (2003) für Orgel
- Jardins de l’azur (2003) für Flöte, Violine und Cembalo
- Scorrevole (2003) für Klavier
- Dithyrambe (2003) für Flöte, Klarinette und Klavier
- Ostinato (2004) für Klavier
- 5 Etudes pour «L’Espace et la flûte» (2004) für Flöte
- Flashes (2004). 3 Stücke für Cembalo
- Litanies (2004) für Altflöte, Violine und Gitarre
- L’autre versant du soir (2005) für Klavier
- Raumspiele (2005) für 2 Flöten
- Tombeau de Charles Koechlin (2005) für Bassflöte
- Musik für ein Requiem (2005) für Altflöte in G, Klarinette in A und Violine
- Le songe de Constantin (2005) für Flöte und Orgel
- 3 Lessons (2006) für Flötenquartett
- Toccata (2006) für Klavier
- Presque une passacaille (2007) für Flöte, Violine und Violoncello
- Elegie (2008) für Alt und Fagott
- Quelques échos (2008) für Flöte und Altflöte
- 100 Secondes (2008) für 7 Instrumente
- Enlil (2009) für Altflöte
- Samash (2009). 3 Stücke für Violoncello
- 5 Versets (2009) für Orgel
- Accolades (2010) für Altflöte und Viola
- Intermezzo (2010) für Violoncello
- Murs de lumière (2010) für Flöte und Orgel
- Palindrome (2010) für Flötenensemble
- Anfang eines Gedichts (2012) für Kammerensemble

### Vokalmusik
- 3 Nocturnes sur des fragments de Sappho (1977) für Sopran und Klavier
- 3 Epigrammes d’André Chénier (1980) für Flöte und Stimme
- 4 Lieder von Mascha Kaléko (1983) für Chorstimme und Klavier
- Silberne Zeit (1987) für Stimme, Flöte, Violoncello und Klavier
- Chor der Toten (1990) für gemischten Chor und Klavier. Text: Conrad Ferdinand Meyer
- Les saisons de la flûte (1995–2001) für Sprecher, Sopran und Flötenensemble
- Un dolcissimo sonno (2001) für Sopran, 4 Altflöten, 3 Bassflöten und 1 Kontrabassflöte
- Lettre à Léonard sur les oiseaux (2010) für Blockflöte, Sopranino und Sprecher. Text: Leonardo da Vinci

## Diskografie (Auswahl)
- 2006: Festival l’art pour l’Aar. Januar 2003 (Müller & Schade)
- 2010: Rolf Looser (Grammont Portrait)

## Schriften (Auswahl)
- Création – Interprétation – Réception. In: Musique et humanisme. 1998, S. 151–162.